# Iugurtha
Iugurtha (kb. i. e. 160. – i. e. 104.) az észak-afrikai Numidia királya i. e. 118-tól i.e 105-ig.
Iugurtha a második pun háború hősének, a numida Masinissának volt a törvénytelen származású unokája. Nagybátyja, Micipsa király örökbe fogadta és i.e 118-as halálakor két fia mellett rá hagyta országát. Iugurtha egyik fogadott fivérét, Hiempsalt meggyilkoltatta, a másikat, Adherbalt i. e. 112-re háborúban győzte le és kivégeztette. Utóbbi tette miatt háborúba keveredett Rómával. Gerillataktikájával több éven át sikeresen harcolt a rómaiak ellen, ám végül apósa, Bocchus mauretaniai király elárulta, csellel elfogta őt és átadta a rómaiaknak. Iugurthát Rómába vitték, ahol felvonultatták a győztes Caius Marius diadalmenetén, majd börtönbe vetették, ahol i. e. 104-ben megfojtották.

## Származása
A Numida Királyság nagyjából a mai Kelet-Algériában és Nyugat-Tunéziában terült el. Lakói a félnomád, könnyűlovasságukról híres numidák voltak (valószínűleg a berberek egyik törzsszövetsége). Többnyire Karthágó szövetségesei voltak, míg a második pun háború során Masinissa, a massyliusok fiatal vezetője át nem pártolt a nyerésre álló rómaiakhoz és i. e. 203-ban Scipio Africanus segítségével le nem győzte a törzsszövetség királyát, Syphaxot. A numida lovasság nagy segítséget nyújtott a rómaiaknak a háború megnyeréséhez az észak-afrikai viszonyok közepette. A rómaiak később gyanakodni kezdtek a túl ambiciózusnak tartott Masinissára és id. Cato azzal vádolta, hogy Karthágóval szövetkezik. Masinissa i. e. 148-ban meghalt, még mielőtt a szövetség felbomlott volna, de a rómaiak gyanakvása a numidák iránt továbbra is megmaradt. Masinissát fia, Micipsa követte a trónon.
Iugurtha Masinissa egy másik fiának, Mastanabalnak volt a törvénytelen gyereke, akit Micipsa örökbe fogadott. Neve megfelel a berberek névadási hagyományainak és valószínűleg a líbiai-berber yugurtən (jelentése „meghaladta őket”) szóból ered; a mai berber nyelvekben a meghaladni jelentésű agər/ugər kifejezés a megfelelője.
Iugurtha annyira népszerű volt, hogy Micipsa inkább elküldte őt Hispániába, hogy segédkezzék Scipio Aemilianus hadjáratában. Ironikus módon ezzel csak elősegítette azt, hogy az ifjú numida herceg megismételte a Scipio Africanusszal barátkozó Masinissa történetét. Iugurtha mindenesetre befolyásos római barátokra tett szert. Numantia i. e. 134-133-as ostrománál Caius Marius alatt szolgálva megismerte a rómaiak gyengeségeit: hogy a háborúikra nagy befolyással vannak a könnyen lefizethető, befolyásos fővárosi politikusok. "Micsoda megvásárolható város! Milyen hamar el fog pusztulni, ha akad, aki megveszi!" (urbem venalem et mature perituram, si emptorem invenerit) mondta állítólag Rómáról.

## Hatalomra kerülése
I. e. 118-ban Micipsa meghalt és az országot Iugurtha és két fogadott fivére, Hiempsal és Adherbal közösen örökölte meg. Hiempsal és Iugurtha szinte azonnal konfliktusba keveredett és Iugurtha megölette vetélytársát; emiatt Adherbal hadat üzent neki. Adherbal vereséget szenvedett és Rómába menekült. A római magisztrátusok i. e. 116-ban kettéosztották közöttük Numidiát, de Iugurthát utána azzal vádolták, hogy lefizette a hivatalnokokat (többek között Lucius Opimiust, aki i. e. 121-ben consul is volt), hogy számára kedvezően húzzák meg a határvonalat. Iugurtha Nyugat-Numidiát kapta; a későbbi római propaganda azt állította, hogy az övé volt a jövedelmezőbb országrész, de valójában népességében és fejlettségben is elmaradt a keleti résztől..

## Háború Rómával

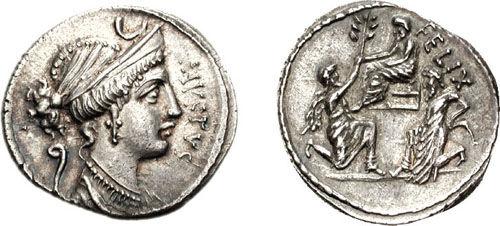
I. e. 56-os denarius; hátlapján a trónon ülő Sulla olívaágat vesz át a térdelő Bocchustól, mögötte a fogoly Iugurtha

I. e. 112-ben kiújult a Iugurtha és Adherbal közötti háború és utóbbi beszorult fővárosába, Cirtába. A helyi római lakosok biztatták Adherbalt, hogy tartson ki amíg meg nem érkezik a segítség Rómából. A birodalom azonban a kimber háborúban volt lekötve és csak két követséget küldött Iugurthához, felszólítva őt, hogy hagyjon fel az ellenségeskedéssel. Iugurtha végül elfoglalta a várost, harcosai számos polgárt megöltek, többek között a rómaiakat is. Ez (és engedetlensége) háborút jelentette Rómával. Lucius Calpurnius Bestia consul be is vonult Numidiába, de nehézgyalogságával nem tudott mit kezdeni a csata elől kitérő numida könnyűlovassággal. Bestia végül békét kötött, de annak feltételei annyira kedveztek Iugurthának, hogy megvádolták azzal, hogy hagyta lefizetni magát.

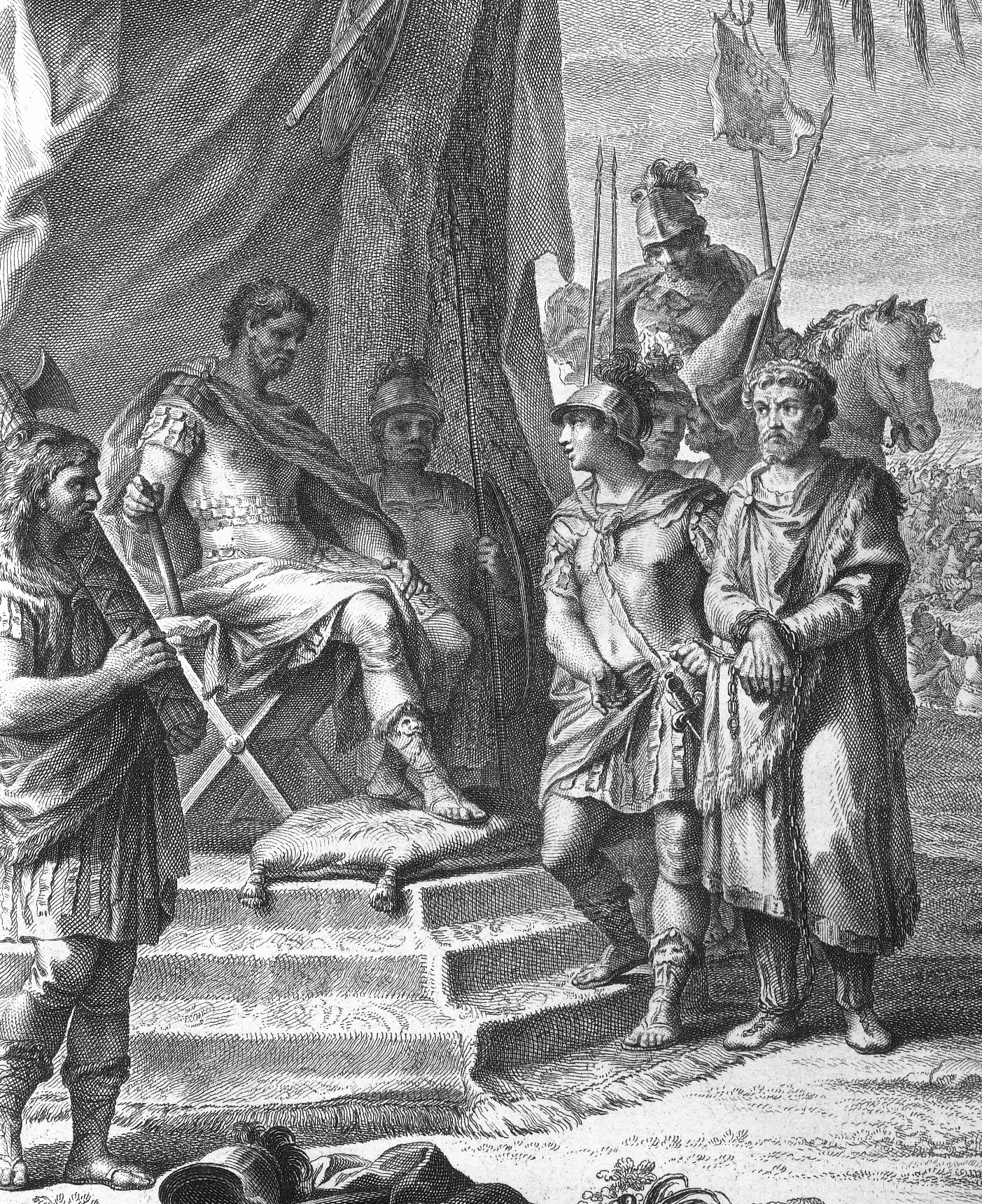
A foglyul ejtett Iugurtha (1772-es metszet)

Caius Memmius néptribunus javaslatára Rómába rendelték Bestiát, hogy feleljen az ellene felhozott korrupciós vádakra. Biztonsága szavatolása mellett Iugurthát is a fővárosba kérették, hogy tanúskodjék a perben. Amikor azonban megjelent, egy másik néptribunus vétóját felhasználva megakadályozta bizonyítékainak bemutatását. Iugurtha emellett arra használta fel római tartózkodását, hogy meggyilkoltassa Massiva nevű rokonát, aki potenciális trónkövetelőként léphetett volna fel ellene. A közvélemény teljesen ellene fordult, így elmenekült még mielőtt a gyilkosság miatt elfoghatták volna.
A háború folytatódott. I. e. 110-ben Iugurtha jelentős sikereket ért el inkompetens római hadvezérekkel szemben és egész Numidiából kiszorította a rómaiakat. Aulus Postumius Albinus egész hadseregével együtt kénytelen volt megadni magát. I. e. 109-ben Quintus Caecilius Metellus Numidicus consul több légióval partra szállt Észak-Afrikában és több összecsapásban is legyőzte a numidákat, de nem tudta megadásra kényszeríteni a gerillataktikát alkalmazó Iugurthát. Metellus egyik alvezére, Caius Marius, az elhúzódó háború miatt csalódva a consul képességeiben, hazatért Rómába, ahol 107-ben consullá választották. Marius ezután visszatért Afrikába, ahol a szenátus felhatalmazásával átvette a csapatok irányítását.
Iugurtha korábban nyugati szomszédja, a mauretaniai I. Bocchus lányát vette feleségül és a királlyal szövetséget is kötött. Amikor i e. 112-ben kitört a háború, Bocchus kimaradt a konfliktusból, bár 107-ben kisebb segítséget küldött vejének. I. e. 105-ben Marius elküldte quaestorát, Sullát Mauretaniába, hogy nyerje meg Bocchust Róma szövetségesének. Bocchus bele is egyezett veje elárulásába, találkozót kért tőle, majd elfogatta és átadta őt Sullának. Cserébe megkapta Nyugat-Numidiát, egészen a Mulucha folyóig. Iugurthát megláncolva vitték Rómába és felvonultatták Marius diadalmenetén. Ennek során letépték róla királyi ruháit és leszaggatták fülbevalóit, letépve közben fülcimpáját is. Ezután a Tulllianum börtönébe vetették, ahol i. e. 104-ben éhen halt (vagy megfojtották). Fiát, Oxyntast – akit szintén felvonultattak a diadalmeneten – a dél-itáliai Venusiába száműzték.

## Fordítás
- Ez a szócikk részben vagy egészben  a   Jugurtha című angol Wikipédia-szócikk ezen változatának fordításán alapul.  Az eredeti cikk szerkesztőit annak laptörténete sorolja fel. Ez a jelzés csupán a megfogalmazás eredetét és a szerzői jogokat jelzi, nem szolgál a cikkben szereplő információk forrásmegjelöléseként.